# Luštica
Luštica (en serbe cyrillique : Луштица) est un village du sud-ouest du Monténégro, dans la municipalité de Herceg Novi.

## Démographie

### Évolution historique de la population
| 1948 | 1953 | 1961 | 1971 | 1981 | 1991 | 2003 |
| ---- | ---- | ---- | ---- | ---- | ---- | ---- |
| 673  | 681  | 649  | 570  | 452  | 341  | 338  |